# Liste der Meere
Die Liste der Meere enthält die Ozeane und deren Nebenmeere (Binnenmeere, Mittelmeere und Randmeere) mit ihren Buchten und Armen.

## Arktischer Ozean(Nördliches Eismeer, Nordpolarmeer)

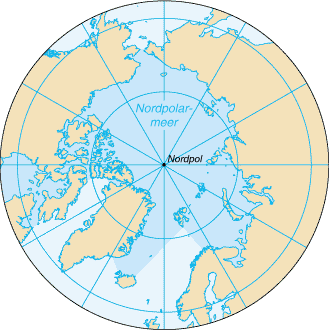
Der Arktische Ozean

Die Nebenmeere sind:
Barentssee, Gliederung siehe unten
Beaufortsee
Amundsen-Golf
Darnley Bay
Franklin Bay
Minto Inlet
Prinz-Albert-Sund
Coronation Gulf
Bathurst Inlet
Golf von Boothia
Mackenzie Bay
Norwegian Bay
Viscount-Melville-Sund
Hadley Bay
Richard Collinson Inlet
Wynniatt Bay
Queen Maud Gulf
Rasmussen Basin
Chantrey Inlet
St. Roch Basin
Foxe Basin
Grönlandsee
Bellsund
Recherchefjorden
Van Keulenfjorden
Van Mijenfjorden
Ingvaldbucht
Kaldbucht
Rindersbucht
Sveabucht
Torellbucht
Dunderbucht
Hornsund
Adriabucht
Brepollen
Burgerbucht
Gåshamna
Samarinvågen
Isfjellbucht
Isfjorden
Adventfjorden
Billefjorden
Borebucht
Colesbucht
Grønfjorden
Nordfjorden
Dicksonfjorden
Ekmanfjorden
Yoldiabucht
Sassenfjorden
Tempelfjorden
Ymerbucht
Kongsfjorden
Krossfjorden
Fjortende Julibukta
Lilliehöökfjorden
Møllerfjorden
Kollerfjorden
Mayerbucht
Tinayrebucht
Magdalenefjorden
Nottinghambucht
Skoddebucht
Stormbucht
Hecla and Griper Bay
Hudson Bay
James Bay
Karasee
Baidaratabucht
Obbusen
Tasbusen
Gydanbucht
Jenissei-Bucht
Pjasinabucht
Laptewsee
Chatangagolf
Olenjokbucht
Buorchabucht
Janabucht
Lincolnsee
Ostsibirische See
Tschaunbucht
Prinz-Gustav-Adolf-See
Rasmussen Basin
Chantrey Inlet
Tschuktschensee
Kotzebue-Sund
Wandelsee

### Barentssee
Båtsfjord
Gunnarsfjord
Hinlopenstraße
Lomfjorden
Wahlenbergfjorden
Palanderbucht
Kaldfjord
Kamøyfjord
Duksfjord
Kinnar-Sandfjord
Kjøllefjord
Koifjord
Kongsfjord
Risfjord
Laksefjord
Bekkarfjord
Eidsfjord
Ifjord
Friarfjord
Kifjord
Landersfjord
Kleiner Porsangen
Mårøyfjord
Storfjord
Adamsfjord
Großer Torskefjord
Kleiner Torskefjord
Magkeilfjord
Makkaursandfjord
Mehamnfjord
Normannsethfjord
Sørfjord
Steinfjord
Oksefjord
Persfjord
Petschorasee
Petschorabucht
Chaipudyrabucht
Porsangerfjord
Äußerer Billefjord
Innerer Billefjord
Olderfjord
Østerbotn
Smørfjord
Vesterbotn
Brennelvfjord
Risfjord (Gamvik)
Risfjord (bei Skarsvåg)
Sandfjord
Skittenfjord
Storfjord (Spitzbergen)
Ginevrabotnen
Tjuvfjorden
Syltefjord
Tanafjord
Hopsfjord
Langfjord
Rafjord
Skardfjord bzw. Skarfjord
Trollfjord bzw. Gulgofjord
Tyfjord
Varangerfjord
Bøkfjord
Bugøyfjord
Holmengråfjord
Jarfjord
Karlebotn
Kjøfjord
Kobbholmfjord
Meskefjord
Oterfjord
Sagfjord
Vagnfjord
Veidnesfjord
Vestfjord
Weißes Meer
Mesenbucht
Dwinabucht
Onegabucht
Kandalakscha-Bucht

## Atlantischer Ozean(Atlantik)

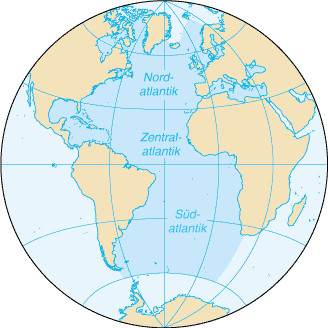
Der Atlantische Ozean

Die Nebenmeere sind:
(Nordatlantik)
(Südatlantik)
Amerikanisches Mittelmeer
Golf von Mexiko
Floridastraße
Golf von Campeche
Karibisches Meer
Golf von Batabanó
Golf von Gonâve
Golf von Guacanayabo
Golf von Honduras
Golf von Darién
Golf von Venezuela
Ärmelkanal
Lyme Bay
Golf von Saint-Malo
Bucht von Saint-Brieuc
Seine-Bucht
Baffin Bay
Home Bay
Melville-Bucht
Golf von Biskaya
Europäisches Mittelmeer, Gliederung siehe Abschnitt unten
Europäisches Nordmeer (Norwegische See), Gliederung s. unten
Golf von Cádiz
Golf von Guinea
Bucht von Bonny
Bucht von Benin
Golf von Maine
Cape Cod Bay
Bay of Fundy
Chignecto Bay
Minas Basin
Passamaquoddy Bay
Massachusetts Bay
Hebriden-See
Hudson Bay
Foxe Basin
Hudsonstraße
Ungava Bay
James Bay
Irische See
Caernarfon Bay
Cardigan Bay
Conwy Bay
Liverpool Bay
Luce Bay
Morecambe Bay
Solway Firth
Wigtown Bay
Irmingersee
Keltische See
Baie d’Audierne
Bristolkanal
Bridgwater Bay
Carmarthen Bay
Iroise
Baie de Douarnenez
Rade de Brest
Labradorsee
Bonavista Bay
Conception Bay
Cumberlandsund
Frobisher-Bucht
Groswater Bay
Hare Bay
Notre Dame Bay
Trinity Bay
White Bay (Neufundland)
Marmarameer
Bucht von Bandırma
Golf von Erdek
Golf von Gemlik
Golf von Izmit
Mittelmeer (siehe Europäisches Mittelmeer)
Nordsee, Gliederung s. Abschnitt unten
Ostsee, Gliederung s. Abschnitt unten
Sankt-Lorenz-Golf
Bonne Bay
Chaleur-Bucht
Bay of Islands (Neufundland)
Port au Port Bay
St. George’s Bay (Neufundland)
St. Georges Bay (Nova Scotia)
Sargassosee
Schwarzes Meer
Asowsches Meer
Bucht von Taganrog
Bucht von Odessa

### Europäisches Mittelmeer
Adriatisches Meer
Novigrader Meer
Kariner Meer
Drin-Golf
Kvarner-Bucht
Golf von Manfredonia
Golf von Venedig
Golf von Triest
Ägäisches Meer
Golf von Gökova
Ikarisches Meer
Golf von Izmir
Karpathisches Meer
Kretisches Meer
Myrtoisches Meer
Argolischer Golf
Saronischer Golf
Petalischer Golf
Singitischer Golf
Thermaischer Golf
Golf von Thessaloniki
Thrakisches Meer
Golf von Ierissos
Strymonischer Golf
Bucht von Kavala
Bucht von Saros
Toronäischer Golf (Golf von Kassandra)
Alboránmeer
Balearen- oder Iberisches Meer
Bucht von Alcúdia
Bucht von Pollença
Golf von Valencia
Golfe du Lion
Golf von Gabès (Kleine Syrte)
Ionisches Meer
Ambrakischer Golf
Golf von Augusta
Golf von Catania
Golf von Korinth
Golf von Kyparissia
Lakonischer Golf
Messenischer Golf
Golf von Noto
Golf von Patras
Golf von Squillace
Golf von Tarent
Levantisches Meer
Golf von Antalya
Golf von İskenderun
Ligurisches Meer
Golf von Genua
Sardinisches Meer
Große Syrte
Tyrrhenisches Meer
Golf von Castellammare
Golf von Cagliari
Golf von Follonica
Golf von Gaeta
Golf von Milazzo
Golf von Neapel
Golf von Olbia
Golf von Orosei
Golf von Palermo
Golf von Patti
Golf von Policastro
Golf von Porto-Vecchio
Golf von Salerno
Golf von Sant´ Eufemia
Golf von Santa Manza
Golf von Termini Imerese

### Europäisches Nordmeer

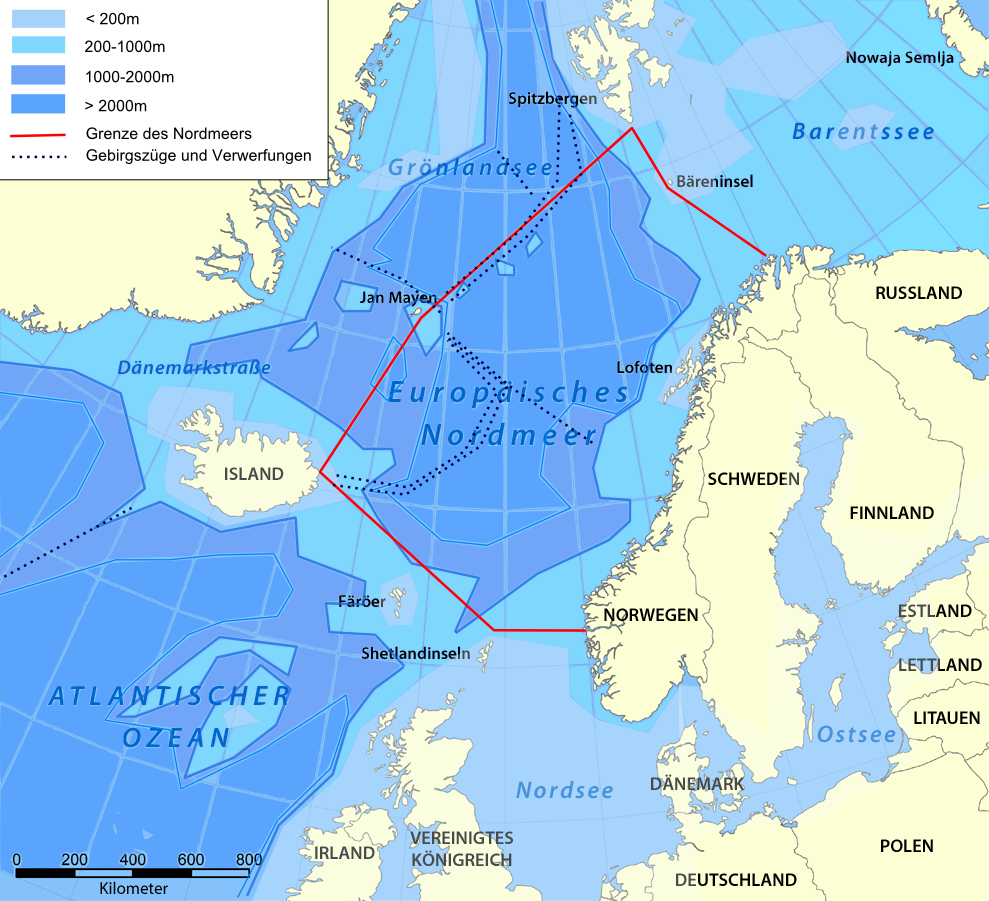
Das Europäische Nordmeer

Akkarfjord
Altafjord
Kåfjord
Langfjord
Rafsbotn
Skillefjord
Andfjord
Godfjord
Gullesfjord
Austerfjord
Kasfjord
Kvæfjord
Selfjord
Blyfjord
Bunkefjord
Indre Selfjord
Sifjord
Veidmannsfjord
Bakfjord
Balsfjord
Ramfjord
Baltsfjord
Bergsfjord
Lavollsfjord
Nordfjord
Straumsbotn
Bindalsfjord
Hardangsfjord
Skotnesfjord
Selfjord
Sagbotn
Terråkfjord
Osan
Sørfjord
Djupvikvågen
Kollbotnet
Simlebotn
Tosen
Kollsvikbogen
Ursfjord
Brekkosen
Lislremman
Storremman
Storvika
Gravfjord
Bølefjord
Dyfjord
Eiterfjord
Ersfjord (Berg)
Steinfjord
Ersfjord (Tromsø)
Finnfjord
Galtefjord
Børrfjord
Dønnesfjord
Jektefjord
Nordfjord
Gamvikfjord
Bastafjord
Glomfjord
Hermannsfjord
Kaldfjord
Lyfjord
Skulsfjord
Kattfjord
Nordfjord
Sørfjord
Kjella
Horsfjordbotnet
Lysfjord
Bursvikbotn
Valen
Kobbefjord
Ryggefjord
Kullfjord
Langfjord
Leirfjord
Botnfjord
Løksfjord
Lopphavet
Breivikfjord
Frakkfjord
Kvænangen
Lille Altafjord
Badderfjord
Burfjord
Jøkelfjord
Isfjord
Tverrfjord
Olderfjord
Reinfjord
Reisafjord
Bakkebyfjord
Oksfjord
Straumfjord
Sørfjord
Langfjord
Nordre Tverrfjord
Lyngenfjord
Kåfjord
Storfjord
Lyngpollen
Mafjord
Malangsfjord
Lysbotn
Rossfjord
Målselvfjord
Aursfjord
Nordfjord
Nordfjordbotn
Stålvikbotn
Stønnesbotn
Mefjord
Melfjord
Melfjordbotnen
Nordfjord
Sørfjord
Gjervalen
Mindværfjord
Stokkafjord
Halsfjord
Grytåfjord
Halsan
Sørfjord
Vistenfjord
Innervisten
Strandbucht
Morsdalsfjord
Holmsundfjord
Sundsfjord
Myrfjord
Nordsalten
Fjalbotnet
Liavågen
Ramfjordbotnet
Rødsbotnet
Storbucht
Ofjord
Øyfjord
Ørnfjord
Trælvika
Ranfjord
Elsfjord
Finneidfjord
Øverstraumen
Sørfjord
Utskarpen
Repparfjord
Revsbotn
Lillefjord
Risværfjord
Båfjord
Eiterfjord
Djupvika
Søreitervågen
Lekafjord
Årsetfjord
Gravvikvågen
Tennfjordvågen
Rødsfjord
Rognsund
Lille Kufjord
Store Kufjord
Lille Kvalfjord
Store Kvalfjord
Russepollen
Saksfjord
Saltfjord
Fjellvika
Elvefjord
Djupfjord
Nordfjord
Beiarfjord
Skjerstadfjord
Fauskevika
Klungsetvika
Misværfjord
Saltdalsfjord
Svefjord
Valnesfjord
Sandfjord
Nordsandfjord
Sørsandfjord
Sandøyfjord
Båtsfjord
Ytre- und Indre-Reppa
Sandøybotn
Skarvfjord
Sjona
Nordsjona
Sørfjord
Skardsfjord
Holandsfjord
Arhaugfjord
Nordfjord
Bjærangsfjord
Skagafjord
Skarsfjord
Snefjord
Sørøysund
Akkarfjord
Bårdfjord
Grunnfjord
Hamnefjord
Hasfjord
Hønsebyfjord
Husfjord
Jøfjord
Tverrfjord
Karkefjord
Kipparfjord
Lille Kjerringfjord
Store Kjerringfjord
Kobbefjord
Komagfjord
Langstrandfjord
Sandfjord
Meltefjord
Nordfjord
Nordefjord
Øyfjord
Skippernesfjord
Skreifjord
Flaskefjord
Slettnesfjord
Smalfjord
Sørfjord
Sørefjord
Sørsalten
Saltbotnet
Stjernsund
Indre Lokkarfjord
Ytre Lokkarfjord
Øksfjord
Tverrfjord
Stoppelfjord
Tilremfjord
Tjongsfjord
Torgfjord
Skillbotnfjord
Skillbotnet
Tufjord
Gampollen
Risfjord
Ullsfjord
Kjosen
Sørfjord
Lakselvbucht
Ulvangen
Meisfjord
Vågsfjord
Eidepollen
Faksfjord
Grovfjord
Gratangen
Lavangen
Salangen
Løksefjord
Sagfjord
Straumbotn
Valfjord
Vargsund
Komagfjord
Lille Lerresfjord
Store Lerresfjord
Olderfjord
Vefsnfjord
Vikdalsbucht
Velfjord
Andalsvågen
Buåsvågen
Dyrnesvågen
Heggfjord
Langfjord
Tarmaunbotnet
Lislbørja
Okfjord
Sørfjord
Storbørja
Storfjord
Lislfjord
Vengsøyfjord
Grøtfjord
Vesterålsfjord
Eidsfjord
Bjørndalsfjord
Grimsbogen
Hellfjord
Jørnfjord
Kvalsøybugen
Leirbogen
Melfjord
Olderfjord
Slåttnesbugen
Straumfjord
Valfjord
Grunnførfjord
Hadselfjord
Falkfjord
Ingelsfjord
Innerfjord
Ytterfjord
Lonkanfjord
Morfjord
Myrlandsfjord
Sløverfjord
Higravfjord
Sunnlandsfjord
Indrefjord
Vatnfjord
Nordpollen
Vestfjord
Buksnesfjord
Djupfjord
Efjord
Finnstadpollen
Storfjord
Folda
Nordfolda
Balkjosen
Lille Balkjosen
Store Balkjosen
Brattfjord
Mørsvikfjord
Vinkfjord
Stavfjord
Sagfjord
Botnfjord
Sørfolda
Aspfjord
Leirfjord
Nevelsfjord
Eidekjosen
Sjunkfjord
Sjunkvika
Tørrfjord
Nordfjord
Hamsundpollen
Hestfjord
Mellomfjord
Larsfjord
Mattisfjord
Høkfjord
Kanstadfjord
Erikstadfjord
Litlefjord
Innerfjord
Kjerkfjord
Bunesfjord
Forsfjord
Leinesfjord
Botnfjord
Saursfjord
Mistfjord
Nordfjord
Sørfjord
Ofotfjord
Ballangen
Beisfjord
Bogen
Herjangsfjord
Rombaken
Rombaksbotn
Skjomen
Sørskjomen
Øksfjord
Innerfjord
Austpollen
Vestpollen
Vikpollen
Presteidfjord
Finnvikpollen
Glimma
Kulfjord
Rolvsfjord
Kartfjord
Sagfjord
Innhavet
Kaldvågfjord
Lilandspollen
Skjettenfjord
Holmåkfjord
Straumfjord
Skifjord
Justadpollen
Skjelfjord
Skotsfjord
Lilandsfjord
Tysfjord
Grunnfjord
Haukøyfjord
Fuglfjord
Kjelkvika
Stefjord
Sildpollen
Tømmeråsfjord
Hellmofjord
Mannfjord
Muskvika
Skrovkjosen
Indre Tysfjord
Sørfjord
Vorfjord

### Nordsee
Boknafjord
Hervikfjord
Skjoldafjord
Grindefjord
Nedstrandsfjord
Jelsafjord
Erfjord
Bogsfjord
Tyssefjord
Økstrafjord
Sandsfjord
Hylsfjord
Lovrafjord
Saudafjord
Vindafjord
Sandeidfjord
Yrkefjord
Vatsfjord
Deutsche Bucht
Dollart
Helgoländer Bucht
Jadebusen
Meldorfer Bucht
Leybucht
Firth of Forth
Grønsfjord
Lenefjord
Hafrsfjord
Honnsvika
Jøssingfjord
Listafjord
Eidsfjord
Fedafjord
Stolsfjord
Lafjord
Lundarviga
Lyngdalsfjord
Åptafjord
Drangsfjord
Helvikfjord
Framvaren
Sellegrodsfjord
Moray Firth
Ognabucht
Oosterschelde
Rosfjord
Skagerrak
Kattegat
Ålbækbucht
Ålborgbucht
Mariagerfjord
Randersfjord
Oslofjord
Solavika
Spindfjord
The Wash
Westerschelde

### Ostsee
Ålandsee
Bottnischer Meerbusen
Bottenwiek
Bottensee
Danziger Bucht
Frisches Haff
Putziger Wiek
Darß-Zingster Boddenkette
Saaler Bodden
Bodstedter Bodden
Barther Bodden
Grabow (Bodden)
Faxebucht
Finnischer Meerbusen
Bucht von Narva
Wyborger Bucht
Hanöbucht
Kieler Bucht
Eckernförder Bucht
Flensburger Förde
Hohwachter Bucht
Kieler Förde
Køgebucht
Kurisches Haff
Marstalbucht
Mecklenburger Bucht
Lübecker Bucht
Boltenhagener Bucht
Neustädter Bucht
Wismarer Bucht
Breitling
Eggers Wiek
Kirchsee
Salzhaff
Wohlenberger Wiek
Pommersche Bucht
Achterwasser
Greifswalder Bodden
Dänische Wiek
Rügischer Bodden
Hagensche Wiek
Having
Schoritzer Wiek
Stettiner Haff
Rigaer Bucht
Schärenmeer

## Indischer Ozean(Indik)

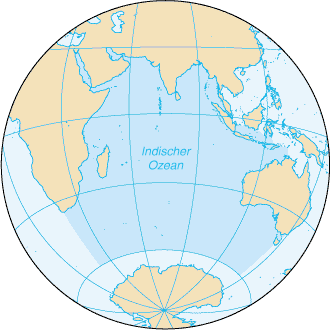
Der Indische Ozean

Die Nebenmeere sind:
Andamanensee
Arabisches Meer
Golf von Aden
Golf von Kachchh
Golf von Khambhat
Golf von Oman
Persischer Golf
Rotes Meer
Golf von Akaba
Golf von Suez
Australasiatisches Mittelmeer (Indik-Bereich)
Arafurasee
Golf von Carpentaria
Timorsee
Joseph-Bonaparte-Golf
Große Australische Bucht
Golf von Bengalen
Lakkadivensee
Golf von Mannar
Golfe de Tadjoura
Straße von Mosambik

## Pazifischer Ozean(Pazifik, Stiller Ozean)

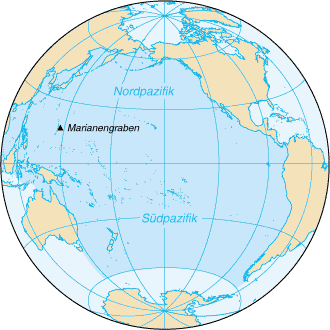
Der Pazifische Ozean

Die Nebenmeere sind:
Australasiatisches Mittelmeer (Pazifik-Bereich)
Arafurasee
Golf von Carpentaria
Balisee
Bandasee
Golf von Tolo
Celebessee
Floressee
Golf von Bone
Halmaherasee
Javasee
Molukkensee
Golf von Tomini
Sawusee (Savusee)
Seramsee
Südchinesisches Meer
Golf von Lingayen
Golf von Thailand
Golf von Tonkin
Natunasee
Sulusee
Bay of Plenty
Beringmeer
Anadyrgolf
Bristol Bay
Kvichak Bay
Nushagak Bay
Togiak Bay
Ugashik Bay
Karaginskigolf
Norton-Sund
Golovnin Bay
Norton Bay
Pastol Bay
Oljutorskibucht
Bismarcksee
Astrolabe Bay
Cenderawasih-Bucht
Chilenisches Meer
Golf von Alaska
Cook Inlet
Knik Arm
Turnagain Arm
Prinz-William-Sund
Golf von Chiriquí
Golf von Guayaquil
Golf von Fonseca
Golf von Kalifornien
Golf von Panama
Golf von Tehuantepec
Japanisches Meer
Korallenmeer (Korallensee)
Golf von Papua
Korosee
Ochotskisches Meer
Schelichow-Golf
Penschinabusen
Ostchinesisches Meer
Gelbes Meer
Golf von Bohai
Ariake-See
Yatsushiro-See
Philippinensee
Queen Charlotte Sound (Kanada)
Salomonensee
Huongolf
Kaiserin-Augusta-Bucht
Milne-Bucht
Seto-Inlandsee
Südchinesisches Meer (siehe Australasiatisches Meer)
Tasmansee

## Südlicher Ozean(Antarktischer Ozean, Südpolarmeer)

Der Südliche Ozean mit den meisten Nebenmeeren

Die Nebenmeere sind (Reihenfolge im Uhrzeigersinn):
Somow-See (Pazifischer Sektor)
Rossmeer (Pazifischer Sektor)
Amundsensee (Pazifischer Sektor)
Bellingshausensee (Pazifischer Sektor)
Scotiasee (südlicher Teil) (Atlantischer Sektor)
Weddell-Meer (Atlantischer Sektor)
König-Haakon-VII.-See (Atlantischer Sektor)
Lazarew-See (Atlantischer Sektor)
Riiser-Larsen-See (Indischer Sektor)
Kosmonautensee (Indischer Sektor)
Kooperationssee (Indischer Sektor)
Davissee (Indischer Sektor)
Mawsonsee (Indischer Sektor)
D'Urville-See (Indischer Sektor)